# Constance Heaven
Constance Heaven, nata Constance Fecher (Londra, 6 agosto 1911 – 1995), è stata una scrittrice inglese di romanzi rosa con il suo nome da ragazza, con il nome da sposata e con lo pseudonimo di  Christina Merlin.

## Biografia
Constance Fecher nasce il 6 agosto del 1911 a Londra, nel quartiere di Enfield. Viene educata presso il Convento di Woodford Green nell'Essex dal 1921 al 1928, poi completa i suoi studi presso il King's College di Londra, dove si laurea in letteratura inglese nel 1931. Nello stesso anno si diploma anche presso il London College of Music.
Il 5 novembre 1939, Constance Fecher sposa William Heaven. In quegli anni Constance si dedica alla carriera di attrice teatrale. Anche dopo la morte del marito, avvenuta nel 1958, Constance continua per alcuni anni (fino al 1964) a lavorare nel mondo dello spettacolo, arrivando anche ad interpretare piccoli ruoli cinematografici e in televisione come nel film So Evil, So Young (1961) e nel secondo episodio della serie televisiva del 1964 Silas Marner.
The Leopard Dagger è il suo primo romanzo ad essere pubblicato nel 1963. Con il nome da ragazza, Constance Fecher, vede successivamente pubblicati altri romanzi di ambientazione storica con giovani protagonisti.
Agli inizi degli anni '70 pubblica anche due biografie, la prima sull'attrice teatrale Ellen Terry, la seconda sulla figura elisabettiana di Sir Walter Raleigh.
Dal 1972 inizia a firmare i suoi romanzi soprattutto con il suo nome da sposata, Constance Heaven, benché talvolta utilizzi ancora il suo cognome da ragazza. Nel 1973, il primo romanzo ambientato in Russia sulla famiglia dei Kuragin, intitolato The House Of Kuragin, vince il premio Romantic Novel of the Year indetto dalla Romantic Novelists' Association.
Agli inizi degli anni '80 pubblica due libri anche con lo pseudonimo di Christina Merlin.
Dal 1981 al 1983 ricopre la carica di undicesimo presidente (in originale Chairman) della Romantic Novelists' Association.
Continua a scrivere fino alla sua morte, avvenuta nel 1995.

## Opere
Alcuni dei suoi romanzi sono stati pubblicati sotto nome diverso o con titolo differente sia nelle edizioni originali, sia nella versione italiana.

### Cronache Tudor
I primi tre romanzi sono stati pubblicati con il nome Constance Fecher e poi riediti anche con il nome Constance Heaven. L'ultimo, pubblicato per la prima volta diversi anni dopo gli altri tre, è stato subito pubblicato con la firma Constance Heaven. È anche l'unico ad essere stato tradotto in italiano.
- Queen's Delight (1966), anche pubblicato come The Queen's Favorite
- Traitor's Son (1967)
- King's legacy (1967)
- La Regina e lo zingaro (The Queen And The Gypsy) (1977) Mondadori, 1978

### Firmati Constance Fecher[7]

#### Romanzi
- The Leopard Dagger (1963)
- The Link Boys (1967), anche pubblicato con il titolo Tom Hawke
- Player Queen (1968), anche pubblicato con il titolo The Lovely Wanton
- Venture for a Crown (1968)
- Lion of Trevarrock (1969)
- Heir to Pendarrow (1969)
- The Night of the Wolf (1972)
- By the Light of the Moon (1985)

#### Biografie
- Bright Star: A Portrait of Ellen Terry (1970) ISBN 03-74-30965-5
- The Last Elizabethan: A Portrait of Sir Walter Raleigh (1972) ISBN 03-74-34361-6

### Firmati Constance Heaven[1]

#### Saga dei Kuragin
1. La famiglia Kuragin / L'estate del desiderio (The House of Kuragin) (1972) Mondadori, 1973
2. La stirpe degli Astrov / Amarti è una follia (The Astrov Inheritance / The Astrov Legacy) (1973) Mondadori, 1974
3. Erede dei Kuragin / La donna che non doveva amare (Heir to Kuragin) (1978) Mondadori, 1980

#### Saga dei Ravensley
1. Il signore di Ravensley (Lord of Ravensley) (1978) Mondadori, 1979
2. L'eredità di Ravensley (The Ravensley Touch) (1982) Mondadori 1987

#### Altri romanzi
- Il castello delle aquile (Castle of Eagles) (1974) Mondadori, 1975 (tradotto anche in tedesco con il titolo Stürmischer Walzer).
- Il posto delle pietre / L'ora della verità (The Place of Stones) (1975) Mondadori, 1976
- I fuochi di Glenlochy / La ragazza venuta dal mare (The Fires of Glenlochy) (1976) Mondadori, 1977
- Ritorno a Wildcliffe (The Wildcliffe Bird) (1981) Mondadori, 1982
- Daughter of Marignac (1983)
- Il castello delle colombe (Castle of Doves) (1984) Mondadori, 1985
- L'uomo del destino (Larksghyll) (1986) Mondadori, 1987
- The Craven Legacy (1987)
- Fiamme d'amore (The Raging Fire) (1987) Mondadori, 1989, ISBN 88-04-32780-4
- The Fire Still Burns (1989)
- Vento di mare (The Wind from the Sea) (1991) Mondadori, 1992, ISBN 88-04-35672-3
- Love's Shadow (1994)
- The Love Child (1997)

### Romanzi firmati Christina Merlin
- Spy Concerts (1980)
- Sword of Mithras (1982)